# Janez Petač
Janez Petač, slovenski hokejist in hokejski trener, * 6. marec 1949, Jesenice, † 23. maj 2011 Ljubljana.
Petač je kot štirinajstletnik s klubom HK Kranjska gora debitiral v 1. jugoslovanski zvezni ligi v sezoni 1963/64. Po odsluženem vojaškem roku leta 1968 je na pobudo takratnega predsednika Franca Puterleta pred sezono 1970/71 prestopil v HK Olimpija. Kot center prvega klubskega napada z bratoma Rudijem in Gorazdom Hitijem je bil v sezoni 1971/72 eden od najbolj zaslužnih za prvi naslov Olimpije po sedemnajstih letih. V klubu je ostal do sezone 1980/81, v tem času pa je klubu pomagal do skupno šestih naslovov državnega prvaka in dveh naslovov pokalnega zmagovalca, v zadnjih letih tudi kot kapetan. V sezoni 1975/76 je bil najboljši strelec jugoslovanskega prvenstva, večkrat je bil tudi izbran v najboljšo postavo prvenstva. Skupaj je v jugoslovanskem prvenstvu dosegel 256 golov in 240 podaj v 411. nastopih, kar ga uvršča na osmo mesto najučinkovitejših igralcev jugoslovanske lige vseh časov.
Za jugoslovansko reprezentanco je nastopil na Olimpijskih igrah 1976 v Innsbrucku, kjer je reprezentanca osvojila deveto mesto, in petih svetovnih prvenstvih. V reprezentančnem dresu je dosegel 44 golov in 41 podaj na 95. tekmah. 
Po končani karieri hokejista je v klubu ostal kot pomočnik trenerja v različnih selekcijah, v sezoni 1984/85 pa je bil glavni trener članskega moštva. Zadnjo uradno funkcijo je opravljal v sezoni 1993/94, ko je bil pomočnik Brada Buetowa.